# Epimagdalénien
Epimagdalénien je mladopaleolitická kultura, závěrečná fáze (10 000–9000 př. n. l.) magdalénienu. Industrie se vyznačuje množstvím malých čepelí s otupeným bokem a kratších škrabadel. 

## Lokality

### V Česku
- jeskyně Kůlna
- jeskyně Pekárna
- Slaný-Kvíček